# Nederländerna i olympiska sommarspelen 1960
Nederländerna deltog med 110 deltagare vid de olympiska sommarspelen 1960 i Rom. Totalt vann de en silvermedalj och två bronsmedaljer.

## Medaljer

### Silver
- Marianne Heemskerk - Simning, 100 m fjäril.

### Brons
- Wieger Mensonides - Simning, 200 m bröstsim.
- Tineke Lagerberg - Simning, 400 m frisim .